# Chipping Ongar
Pour les articles homonymes, voir Chipping.
Ongar (officiellement Chipping Ongar) est une petite ville anglaise, située dans l’ouest du comté d'Essex. Au recensement de 2011, elle comptait 6 093 habitants.
À proximité se trouve le hameau de Greensted, réputé pour son ancienne église en bois et le village de Bovinger.

## Personnalités liées à la ville
- Robert McLachlan (1837-1904), entomologiste, y est né ;
- James Smetham (1821-1889), peintre, graveur, poète et critique d'art, y est mort.

## Jumelage
- Cerizay (France) depuis 1984[2]